# Bachschmerlen
Die Bach- oder Flussschmerlen (Nemacheilidae) sind eine Familie der Schmerlenartigen (Cobitoidea). Bei ihren Vertretern handelt es sich um kleine Fische, die in schnell fließenden Flüssen leben. Die Familie umfasst über 600 Arten in etwa 50 Gattungen von denen Schistura die artenreichste ist. Verbreitungsschwerpunkt ist Indien, Indochina und China, aber auch in Europa kommen einige Arten vor und die Gattung Afronemacheilus kommt im Nordosten von Afrika in Äthiopien vor. Aus Iran, Indien, China, Thailand und Deutschland sind einige Arten bekannt, die in unterirdischen Höhlengewässern leben.

## Merkmale
Bachschmerlen haben einen langgestreckten, im Querschnitt runden oder abgeflachten Körper, keine Dornen vor oder unter den Augen zwei Bartelpaare am Ober- und eins am Unterkiefer. Zu ihren Schädelknochen gehört ein Präpalatinum (ein Knochen vor dem Gaumenbein). Das Maul ist unterständig. An der Vorderseite von Brust- und Bauchflossen befindet sich je ein unverzweigter Flossenstrahl. Einige Bachschmerlen besitzen eine Fettflosse. Schuppen können vorhanden sein oder fehlen. Die meisten Arten bleiben unterhalb einer Länge von zehn Zentimetern.

## Lebensweise
Bachschmerlen leben in langsam bis mäßig schnell fließenden Gewässern in Ebenen und in Mittelgebirgen. Die meisten Arten sind dämmerungsaktiv, einige auch tagaktiv. Sie halten sich meist versteckt unter unterspülten Ufern, zwischen Totholz, Steinen, Wasserpflanzen oder überfluteten Landpflanzenbeständen.

## Gattungen
- Aborichthys Chaudhuri, 1913
- Acanthocobitis Peters, 1861

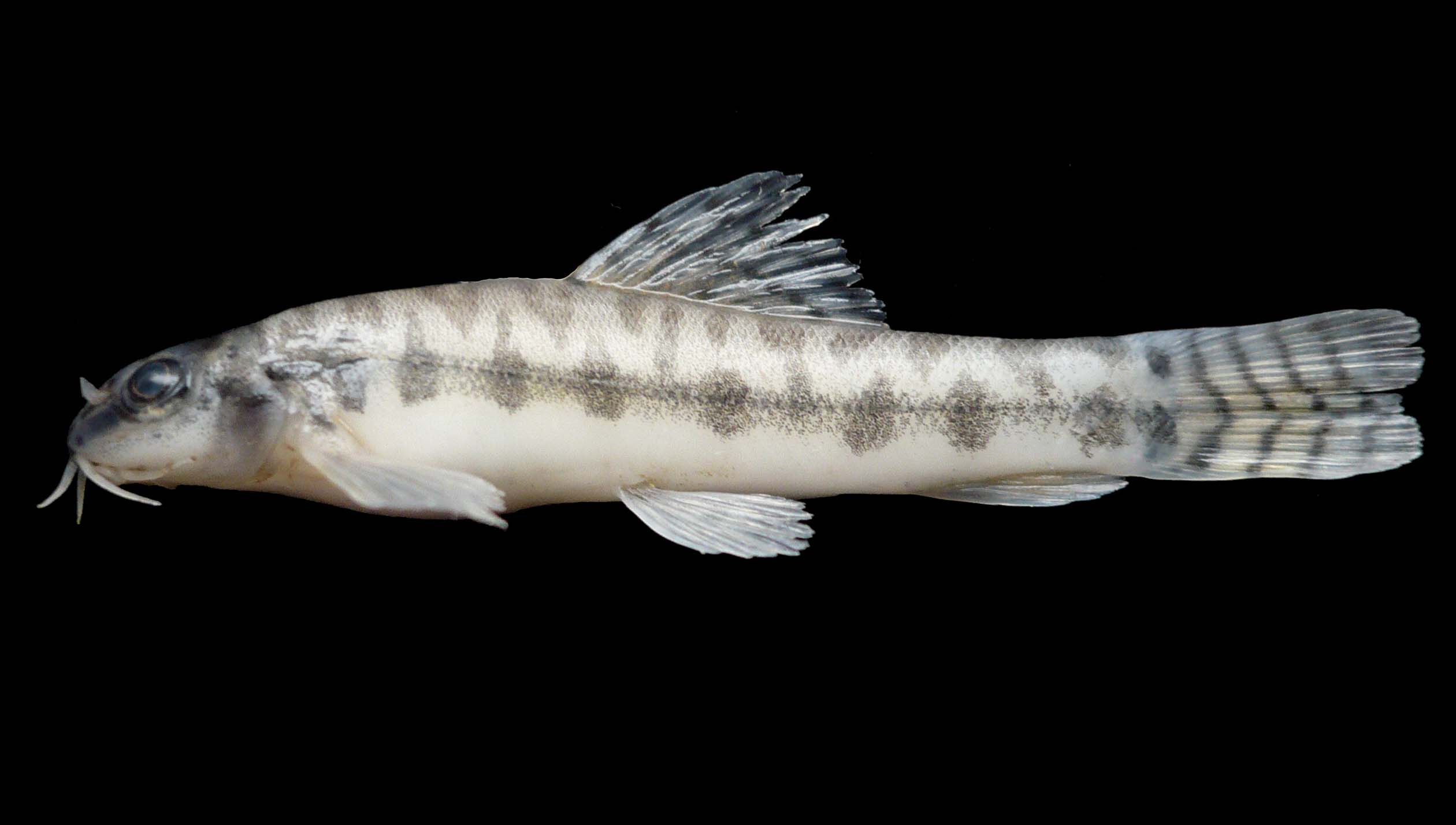
Acanthocobitis zonalternans

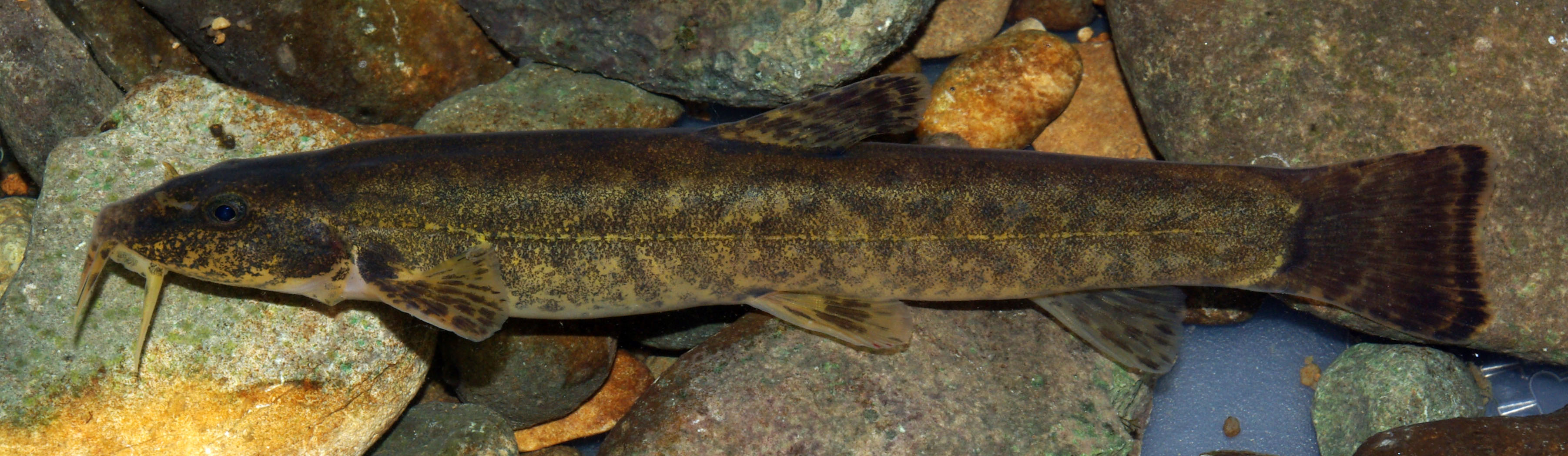
Barbatula quignardi

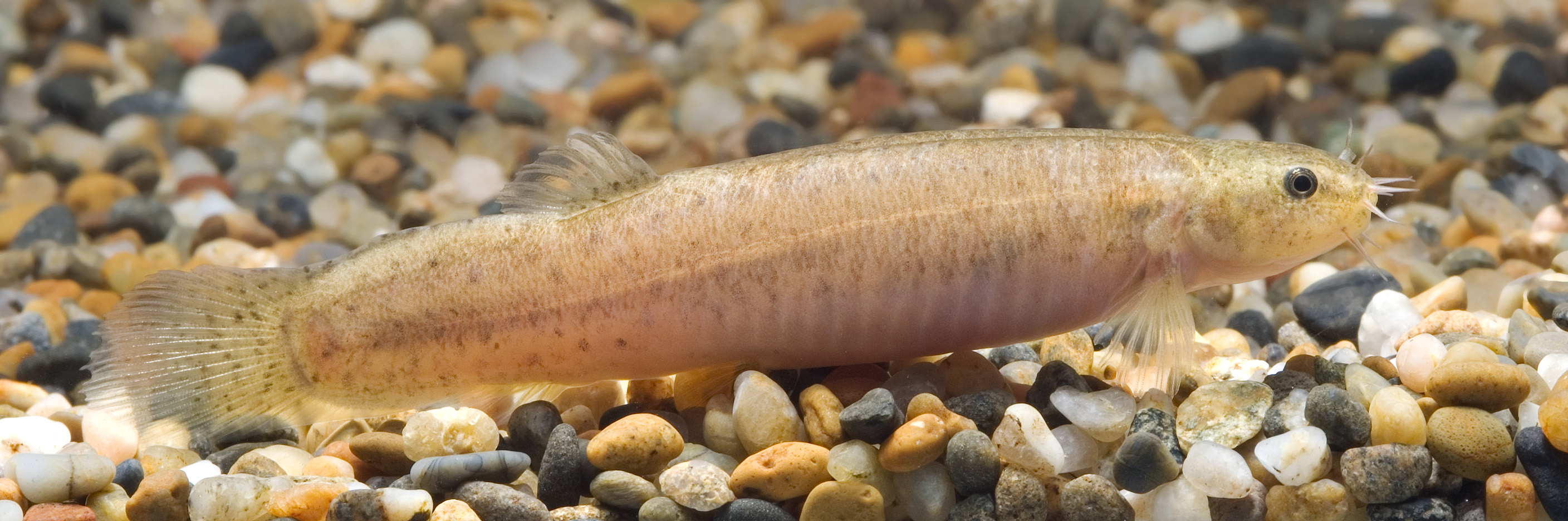
Lefua echigonia

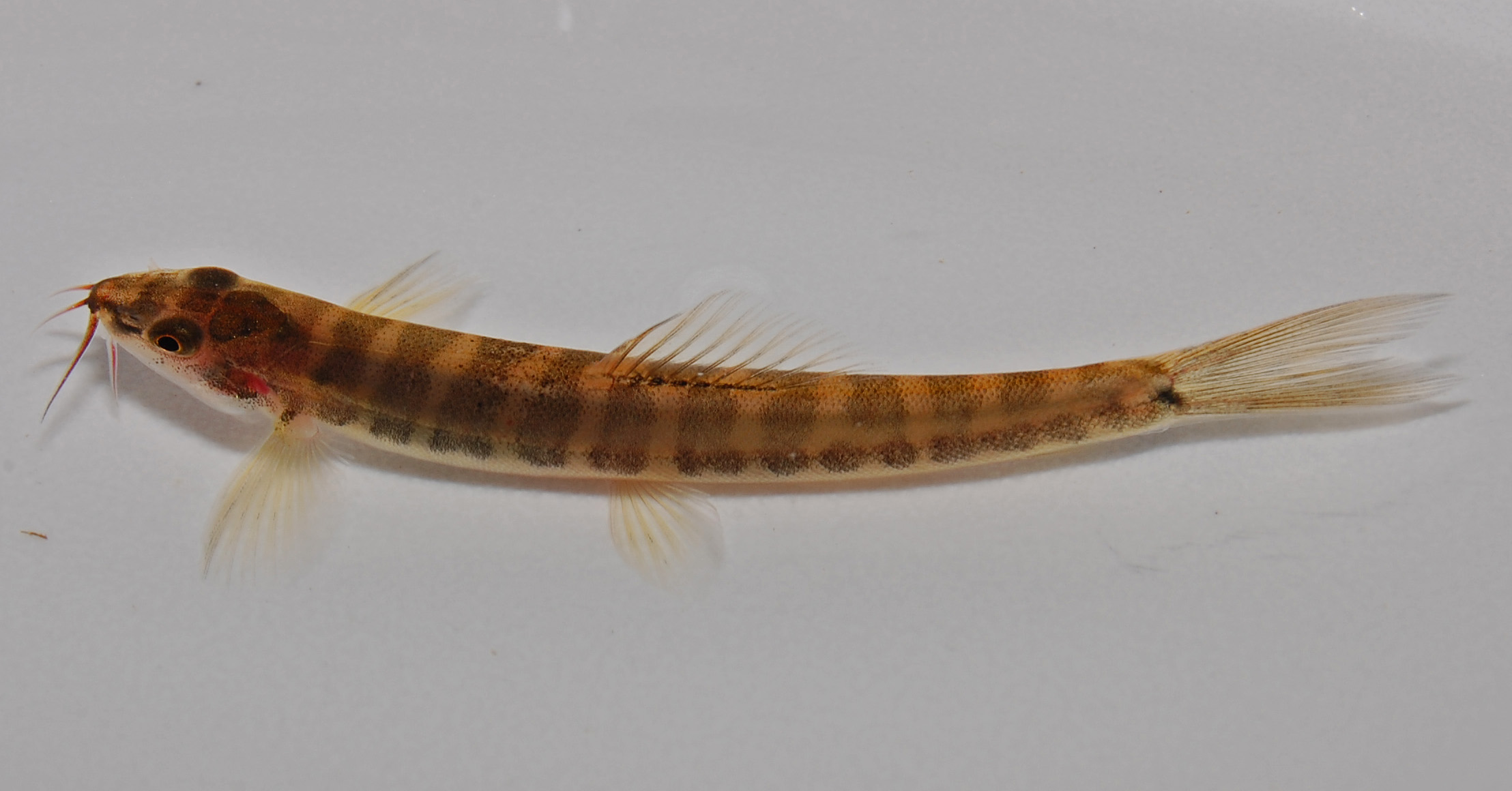
Nemacheilus chrysolaimos

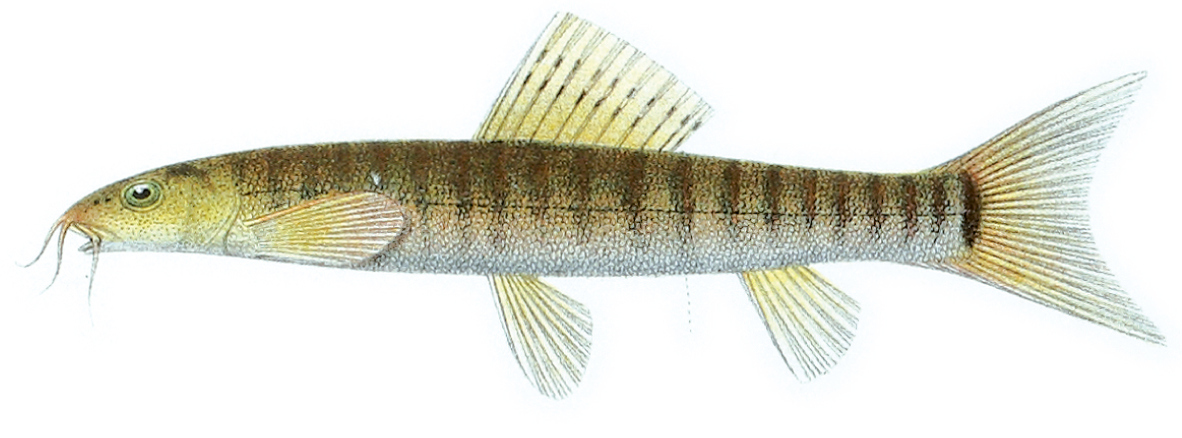
Bänderschmerle (Nemacheilus fasciatus)

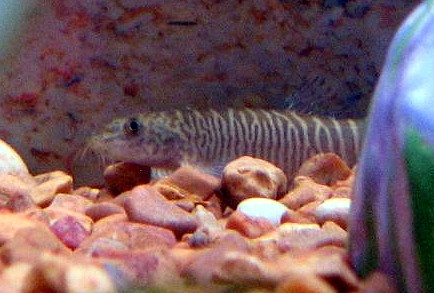
Schistura mahnerti

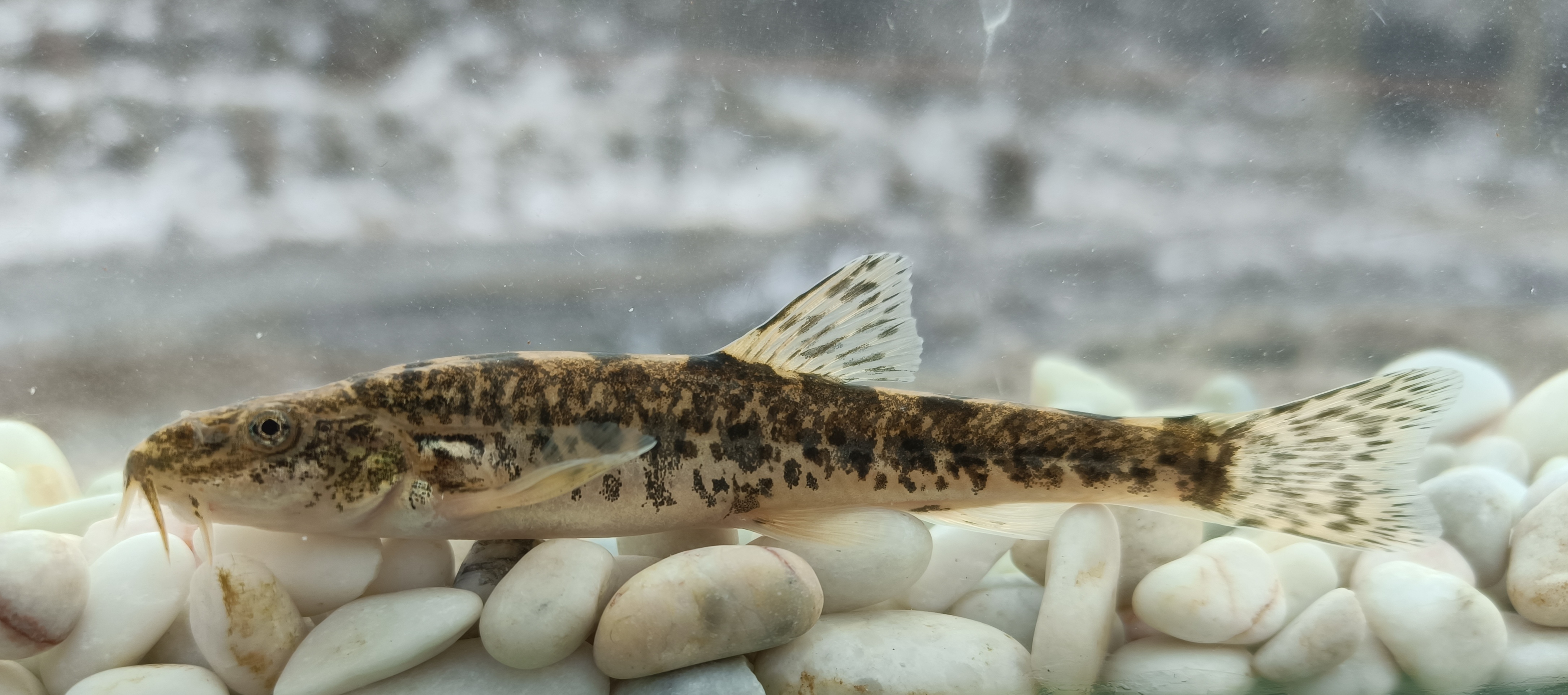
Triplophysa ferganaensis

- Afronemacheilus Golubtsov & Prokofiev, 2009
- Barbatula Linck, 1790
- Claea Kottelat, 2011
- Draconectes Kottelat, 2012
- Dzihunia Prokofiev, 2001
- Eidinemacheilus Segherloo et al., 2016
- Eonemachilus L. S. Berg, 1938
- Hedinichthys Rendahl, 1933
- Heminoemacheilus Zhu & Cao, 1987
- Homatula Nichols, 1925
- Ilamnemacheilus Coad & Nalbant, 2005
- Indoreonectes Rita & Bănărescu, 1978
- Indotriplophysa Prokofiev, 2010
- Iskandaria Prokofiev, 2009
- Kapuasia Kottelat & Tan, 2024
- Koima Anoop et al., 2024[3]
- Labiatophysa Prokofiev, 2010
- Lefua Herzenstein, 1888
- Malihkaia Kottelat, 2017
- Mesonoemacheilus Bănărescu & Nalbant, 1982
- Micronemacheilus Rendahl, 1944
- Mustura Kottelat, 2018
- Nemacheilus Bleeker, 1863
- Nemachilichthys Day, 1878
- Neonoemacheilus Zhu & Guo, 1985
- Oreonectes Günther, 1868
- Oxynoemacheilus Bănărescu & Nalbant, 1966
- Paracanthocobitis S. Grant, 2007
- Paracobitis Bleeker, 1863
- Paranemachilus Zhu, 1983
- Paraschistura Prokofiev, 2009
- Petruichthys Menon, 1987
- Physoschistura Bănărescu & Nalbant, 1982
- Protonemacheilus Yang & Chu, 1990
- Pteronemacheilus Bohlen & Ŝlechtová, 2011
- Qinghaichthys Zhu, 1981
- Rhyacoschistura Kottelat, 2019
- Sasanidus Freyhof et al., 2016
- Schistura McClelland, 1838
- Sectoria Kottelat, 1990
- Seminemacheilus Bănărescu & Nalbant, 1995
- Speonectes Kottelat, 2012
- Sphaerophysa Cao & Zhu, 1988
- Sundoreonectes Kottelat, 1990
- Tarimichthys Prokofiev, 2010
- Traccatichthys Freyhof & Serov, 2001
- Triplophysa Rendahl, 1933
- Troglocobitis Parin, 1983
- Troglonectes Zhang, Zhao & Tang, 2016
- Tuberoschistura Kottelat, 1990
- Turcinoemacheilus Bănărescu & Nalbant, 1964
- Yunnanilus Nichols, 1925